# Násilí

Úmrtí v důsledku mezilidského násilí na milion osob v roce 2012
0-8
9-16
17-24
25-32
33-54
55-75
76-96
97-126
127-226
227-878

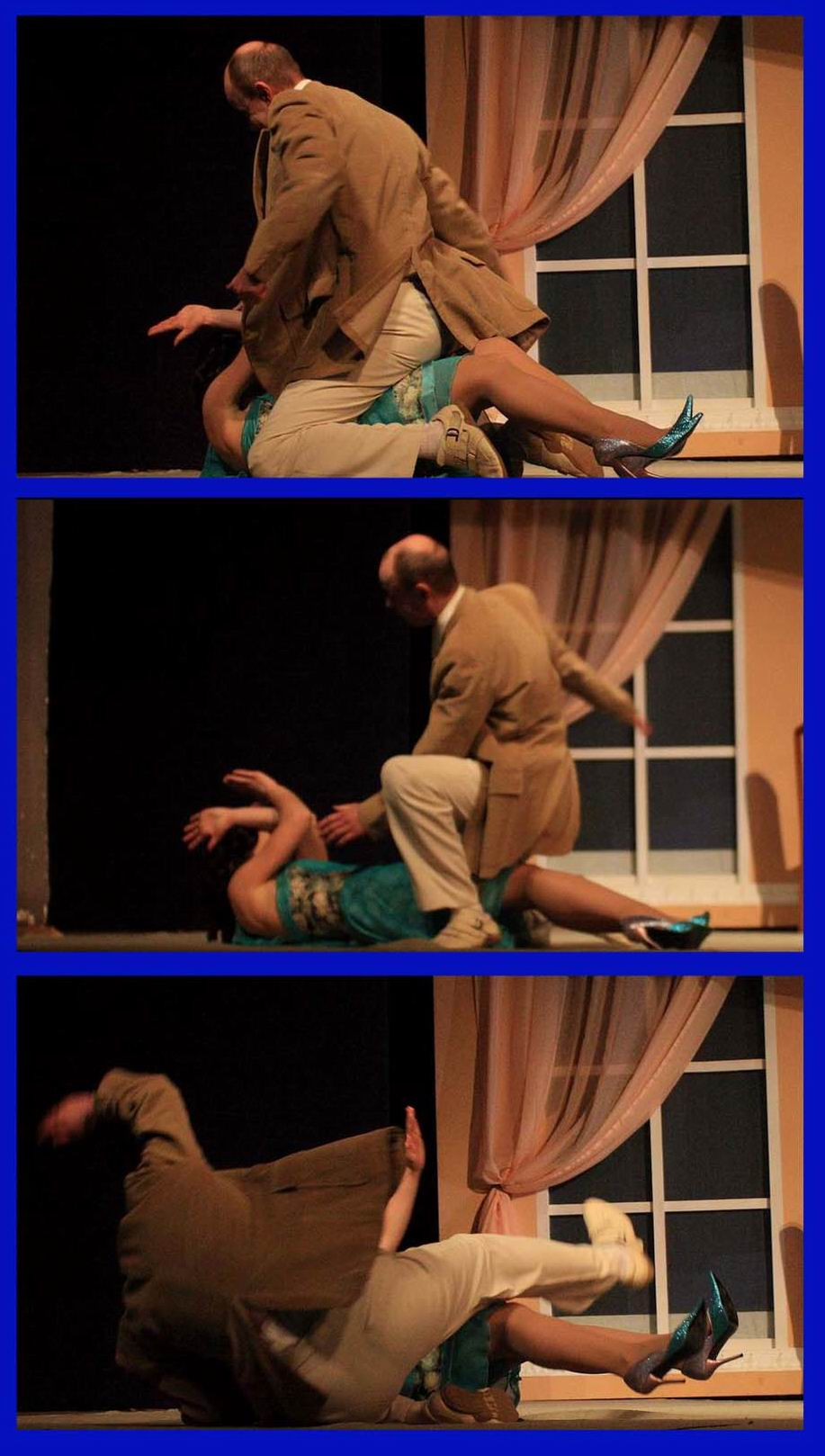
Rvačka na prknech divadla

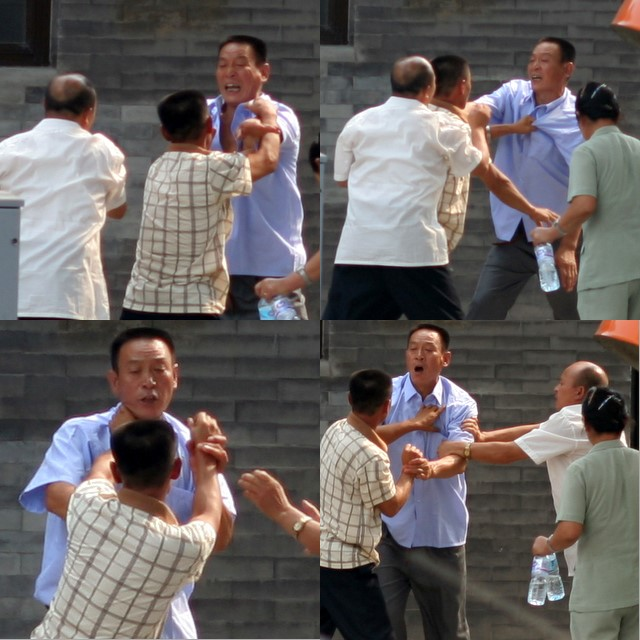
Pouliční bitka

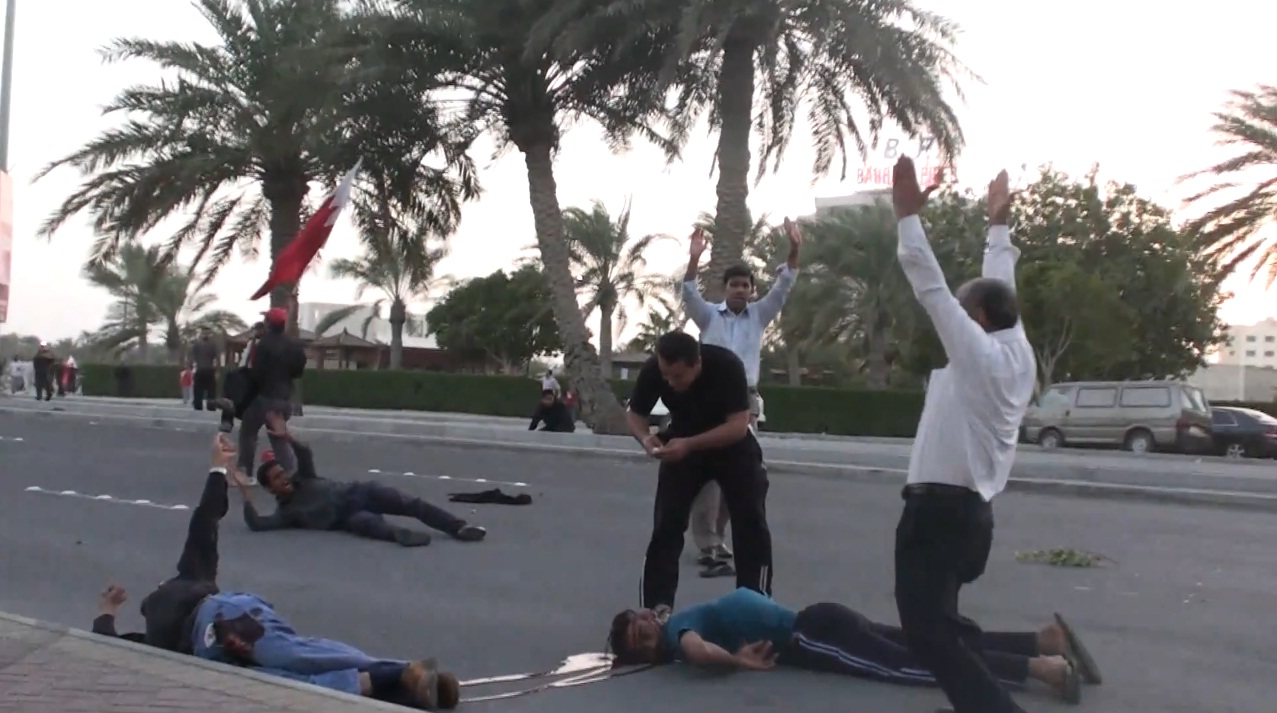
Zabíjení prodemokratických demonstrantů armádou v Bahrajnu, únor 2011

Násilí je podle definice WHO (Světové zdravotnické organizace) „záměrné použití nebo hrozba použití fyzické síly proti sobě samému, jiné osobě nebo skupině či společnosti osob, které působí nebo má vysokou pravděpodobnost způsobit zranění, smrt, psychické poškození, strádání nebo újmu“.
Dále se za násilí považuje:
- emocionální týrání, které spočívá v úmyslném způsobení psychické a emocionální újmy hrozbami, ponižováním, nebo jiným chováním (psychické násilí)
- sexuální aktivity, se kterými osoba nesouhlasí, nebo není schopna dát souhlas (sexuální násilí)
- materiální a finanční zneužívání (ekonomické násilí).[2]

Dle WHO se násilí dělí podle dvou kritérií:
- Podle rozdílných vlastností pachatelů násilného činu – tj. sebeřízené násilí (násilí obrácené vůči sobě samému) – tzv. autoagrese, interpersonální násilí a kolektivní násilí
- Podle povahy násilných činů – tj. násilí fyzické, sexuální, psychické a deprivace

## Formy násilí dle rozdílných vlastností pachatelů činu

### Sebeřízené násilí (násilí obrácené vůči sobě samému)
Tento druh vyjadřuje násilné chování člověka vůči sobě samému s úmyslným záměrem sebepoškození (nebo alespoň potenciálního sebepoškození). Násilí obrácené vůči sobě samému, které je jeden z nejzákladnějších druhů násilí, může mít dvě formy:
- Záměrné sebepoškozování – Může se jednat o násilí fyzické, psychické nebo deprivaci. Rizikovou skupinou jsou převážně děti a adolescenti. Pod záměrné sebepoškozování se řadí i poruchy příjmů potravy jako je anorexie či bulimie. Tyto poruchy jsou časté zejména u dospívajících dívek a u žen.
- Sebevražedné chování – Sebevražda (suicidium) je útok člověka proti vlastní osobě s rozdílným stupněm úmyslu zemřít. Tento čin má v mnohých případech fatální následky. Dokonané sebevraždě předchází nejprve sebevražedné myšlenky a pokusy o sebevraždu. Vznik sebevraždy může být zapříčiněn mnohými faktory, například psychickými, fyzickými, rodinnými apod.

### Interpersonální násilí
Interpersonální násilí je násilí zahrnující domácí násilí (nesexuální povahy), sexuální napadení a pronásledování. Dle WHO většina agresorů interpersonálního násilí spadá do věkové kategorie 15 – 44 let. Interpersonální násilí na dětech i dospělých je závažnou formou kriminality.

### Kolektivní násilí
Kolektivní násilí může být definováno jako "použití násilí lidmi, kteří se považují za část skupiny (prozatímní nebo permanentní), proti jiné skupině lidí za účelem dosažení politických, ekonomických či sociálních cílů". Subjektem kolektivního násilí, na rozdíl od předešlých kategorií násilí, je větší skupina lidí (stát, politická strana nebo teroristická organizace). Formy koletivního násilí mohou být následující:
- Války, terorismus a jiné politické konflikty, probíhající uvnitř státu nebo mezi státy.
- Státní násilí typu genocidy (masové zabíjení obyvatelstva na základě jiné rasy, etnické příslušnosti, náboženství nebo na základě jiné politické orientace), represe, mučení a jiné porušení lidských práv.
- Organizované zločiny jako banditizmus a banditské války.

Příčinou kolektivního násilí může být:
- Politický režim – Výskyt kolektivního násilí je pravděpodobnější v zemi, kde vládne autoritarismus nebo totalitarismus; např. podle marxistů je násilí obecně výsledkem třídních zájmů, které jsou zároveň podporovány vládou.[6] S demokratickým politickým režimem míra kolektivního násilí obecně ubývá (avšak jenom uvnitř státu, demokratické vlády často používají násilí proti vnějším nepřátelům).
- Kulturní, rasové a demografické faktory – Kulturní přesvědčení a obyčeje, například jižanská citlivost na zbraně a čest nebo irská záliba v nezřízeném pití, vysvětlují, proč některé regiony a skupiny vykazovaly vraždy a tělesná ublížení vždy ve vyšší míře.[7]
- Náboženství – Důvodem násilí může být příslušnost k odlišnému náboženství,[8] případně také ateismus (ze strany fanatických věřících) anebo naopak náboženská víra (ze strany militantních ateistů).
- Chudoba a sociální nerovnost ve společnosti – příčinou je nerovnoměrné rozdělení zdrojů
- Rasismus

#### Statistika obětí kolektivního násilí
V 16. století zahynulo během ozbrojených konfliktů 1,6 mil., v 18. století 7,0 mil. a v 19. století 19,4 mil osob. Dvacáté století lze považovat za nejdrastičtější období v dějinách lidstva. Podle hodnocení odborníků 191 mil. lidí zemřelo přímo či nepřímo v důsledku ozbrojených konfliktů, přičemž víc než polovina byly civilní osoby. Hladomor související s válkou nebo genocida si vyžádaly životy 40 mil lidí ve 20. století.
V roce 2000 zemřelo přes 300 000 lidí následkem ozbrojených konfliktů. Poměr úmrtí ve vyspělých zemích se pohybuje kolem 1:100 000, v rozvojových zemích dosahuje až 6,2:100 000 (nejvyšší poměr 32:100 000 je v Africe).

#### Následky kolektivního násilí
- Dětská úmrtnost – Během vojenských konfliktů se dětská úmrtnost vždy zvětšuje (příčinou je neposkytování preventivní péče a následující rozšíření epidemií takových nemocí jako spalničky, tetanus a záškrt). Podle dat Dětského fondu OSN došlo v době od 1960 do 1986 ke snížení dětské úmrtnosti ve všech zemích Jižní Afriky až na Angolu a Mosambik, kde konflikty pokračovaly. Během války v roce 1994 v Bosně a Herzegovině se míra dětské úmrtnosti zvětšila dvakrát; bylo očkováno o 35% méně dětí než před začátkem ozbrojeného konfliktu.[10][11]
- Infekční onemocnění – Zvětšení rizika onemocnění během ozbrojených konfliktů obvykle vzniká v důsledku:
  - snížení míry očkování proti nemocím
  - zhoršení ekologických podmínek (např. znečištění vody)
  - absence nebo nedostatku lékařské pomoci
  - sexuálního násilí (následkem válek a konfliktů se často objevuje zvětšení rizika nakažení virem HIV a jinými pohlavními chorobami[12]
- invalidita a ztráta práceschopnosti kvůli zranění
- Psychické následky
- deprese a znepokojení
- suicidální (sebevražedné) chování
- konflikt s rodinou
- zneužívání alkoholu nebo užívání drog
- sociální izolace

## Formy násilí dle povahy násilných činů

### Fyzické násilí
Fyzické násilí je forma násilí zahrnující „facky, rány pěstí, kopání, tlučení hlavou (např. o stěnu, topení), rdoušení, tahání za vlasy, bití nějakým předmětem“ či jiné fyzické útoky. Může být namířeno jak proti člověku, tak proti zvířeti. Fyzické násilí je nejzávažnějším aspektem domácího násilí, u kterého může také docházet ke svazování, přinucení k použití drog apod., kdy agresor ani nemusí obětí fyzicky ublížit.

### Sexuální násilí
Termín sexuální (nebo sexualizované) násilí označuje jakékoliv narušování intimity či osobních hranic s cílem demonstrovat svoji moc, ponížit či degradovat.
Světová zdravotnická organizace (WHO) definuje sexuální násilí jako "jakékoliv sexuální jednání zahrnující pokusy o dosažení sexuálního styku, nežádoucí sexuální poznámky a návrhy, činy směřující k obchodování či jinak namířené proti sexualitě jedince, které využívají nátlak". Pod sexuální násilí spadají i případy, kdy druhá osoba není schopná dát souhlas k pohlavnímu styku (jazyková bariéra, intoxikace, spánek apod.).
Sexuální násilí se vyskytuje v mnoha formách, některé jsou trestně postižitelné, některé jsou společností přímo tolerovány:
- trestně nepostižitelné (např. sexuální narážky a poznámky)
- trestně postižitelné (např. znásilnění, nucené sňatky, nucení k potratu, zabránění v užití antikoncepce, nucení k prostituci apod.)

#### Následky sexuálního násilí
- Fyzické následky – K nejvýraznějším následkům sexuálního násilí patří nechtěné těhotenství anebo jiné gynekologické potíže.
- Psychické následky – Závažnost psychických následků záleží na charakteru jedince, okolnostech, za kterých sexuální násilí proběhlo, reakci rodiny apod.
  - Bezprostřední následky se projevují šokem, strachem, úzkostí, zmatkem, pocitem viny, opakovaným přehráváním si napadení a sebevražedenými pokusy. psychické násilí se rozdělují do dvou skupin – bezprostřední a dlouhodobé:
  - Dlouhodobé (chronické) následky jsou deprese, poruchy spánku, potíže v sexuálním životě, nenávist k vlastnímu tělu, odmítání veškerého fyzického kontaktu nebo naopak promiskuita, snížená sebeúcta.
- Sociální následky – k nim se řadí zhoršení vztahů (rodinné, kamarádské, partnerské), omezení kontaktů se svými blízkými (rozvod, odchod od rodičů apod.), snížení pravděpodobnosti partnerského vztahu či manželství. Také může nastat změna v chování a zvycích oběti počínaje poruchami stravovacích návyků (např. přejídání se nebo naopak hladovění) až po užití drog a jiných návykových látek. Oběti znásilnění mají třináctkrát vyšší pravděpodobnost podlehnutí alkoholismu a šestadvacetkrát podlehnutí drogové závislostí.[17]
- Fatální (smrtelné) následky – vyskytují se méně často než následky výše uvedené; patří mezi něj např. sebevražda obětí, následné úmrtí novorozeněte počatého při znásilnění, úmrtí oběti po nelegálním potratu, úmrtí na AIDS nebo smrt obětí přímo při znásilnění.

#### Statistiky obětí sexuálního násilí
- Spojené státy americké – Přibližně 60% případů sexuálních znásilnění nejsou nahlášeny.[18] Z těchto 60% jenom v 10% dojde k zadržení podezřelého[19] a potom s osmiprocentní pravděpodobností je pachatel soudně stíhán.[20] Jenom 4% případů skončí ukládáním trestu odnětí svobody[21] a 3% násilníků skončí ve vězení.[21]
- Česká republika – V České republice se nahlásí na policii pouhých 3-8% případů sexuálního násilí.[22]

Dle výzkumu na vysokých školách v České republice v roce 2009 se ukázalo, že téměř 75% studentů a studentek zažilo projevy chování, které odpovídají definici sexuálního obtěžování, ale na dotaz, jestli sexuální obtěžování přímo zažili odpověděla kladně pouhá 3 procenta.

#### Mýty o znásilnění
- Motivem pachatele je sex, chtíč - ve skutečnosti je motivem mnohem častěji moc, pomsta (vztek) a sadismus
- Jde o sex - oběti sexuálního násilí jej vnímají spíše jako týrání a mučení
- Pachatel bývá podivínský samotář - může to být kdokoli
- Oběť si o to řekla – nikdy nenese zodpovědnost oběť, vždy násilná osoba. Nezáleží na vzhledu či chování oběti, nikdo nemá právo dopouštět se sexuálního násilí.

### Psychické násilí
Psychické násilí lze definovat jako násilí zahrnující "zastrašování, psychický nátlak, vyhrožování, nadávání, vytváření pocitu viny, nevhodné zacházení, nerespektování přání, ponižování, snižování důstojnosti". Psychické násilí často přerůstá do fyzického, takže vedle psychické újmy může dojít i k tělesnému ublížení na zdraví.

## Násilí a úmrtí
Podle WHO každoročně ztratí život v důsledku násilí asi 1,6 milionu lidí a násilí patří mezi nejvýznamnější příčiny úmrtí lidí mezi 15 a 44 lety věku. V tomto věkovém intervalu způsobuje zhruba 14 % všech úmrtí mužů a 7 % všech úmrtí žen. Na každé úmrtí přitom připadá mnoho obětí násilí, které sice přežijí, ale jsou jim způsobeny závažné zdravotní, psychické a ekonomické problémy. Další velké ekonomické ztráty vznikají například ztrátou pracovního potenciálu obětí násilí nebo jako náklady na prevenci násilí a stíhání jeho pachatelů.

## Postoj k násilí
Násilí bývá z uvedených důvodů odsuzováno, považuje se však za legální a dovolené v určitých vymezených případech, např. v rámci bojových sportů nebo jde-li o nutnou obranu.
Jisté formy násilí je možné zobrazovat. Sledování násilí však posiluje násilnost.